# Casa-Museu de José Zorrilla
La Casa-Museu de José Zorrilla, o casa de Zorrilla en Valladolid, és l'immoble on va néixer el poeta romàntic José Zorrilla el 21 de febrer de 1817.
Es tracta d'una casa llogada pels pares de José Zorrilla al Marquès de Revilla i està situada al carrer Fray Luis de Granada. Hi va viure Zorrilla durant els set primers anys de la seva vida i, breument, quan va tornar a Valladolid el 1866 després del seu retorn de Mèxic.
Després de la seva mort, l'Ajuntament de Valladolid va decidir adquirir l'immoble per honorar la memòria del poeta, i convertir-la en casa museu. La planta baixa va ser habilitada com a biblioteca gràcies a la tasca de Narciso Alonso Cortés, important estudiós de l'obra de José Zorrilla. El 1895 es va col·locar a la façana una làpida commemorativa amb un bust del poeta, obra de l'escultor Pastor Valsero amb la inscripció:
| « | Aquí nació el eminente poeta D. José Zorrilla Año de 1817 | » |

La casa és d'aspecte i estructura senzilla, consta de dues plantes, soterrani i jardí. S'hi conserven alguns mobles originals del poeta, com el seu escriptori, que van ser donats per la seva vídua. El mobiliari de la casa pretén recollir l'ambient de l'època en què va desenvolupar la seva vida el poeta.
Entre les pintures que decoren les parets del pis principal hi figuren un gran quadre titulat L'arribada al campament obra del granadí Ruiz de Valdivia, que representa una escena de guerra carlina, una Vista per Sevilla, atribuïda al pintor Rafael Romero Barros; el Quixot malalt del val·lisoletà Miguel Jadraque, realitzat el 1905, un retrat del poeta pintat per Ángel Díaz Sánchez i un altre llenç en el qual es mostra l'aspecte exterior de l'Església de Santa María l'Antiga de Valladolid abans de la seva restauració, pintat el 1876 per Santos Tordesillas.
Entre els records personals de Zorrilla destaca la mascareta funerària que va obtenir del seu rostre l'escultor Aurelio Rodríguez-Vicente Carretero i que va ser utilitzada per a la realització del monument al poeta que es troba a la Plaça de Zorrilla de Valladolid.